# Virbia mentiens
Virbia mentiens là một loài bướm đêm thuộc phân họ Arctiinae, họ Erebidae.